# Le Droit de tuer (téléfilm, 1985)
Pour plus de détails, voir Fiche technique et Distribution.
Le Droit de tuer (Right to Kill?) est un téléfilm britannico-canado-américain réalisé par John Erman et diffusée le 22 mai 1985 sur ABC. 
En France, le téléfilm a été rediffusé le 19 septembre 1990 sur La Cinq.

## Synopsis
Deux frères vivant dans le Wyoming, Richard Jahnke et Deborah Jahnke, sont accusés du meurtre de leur père psychotiquement violent...